# Stora Änggölen
Stora Änggölen är en sjö i Västerviks kommun i Småland och ingår i Storån-Botorpsströmmens kustområde. Sjöns area är 0,027 kvadratkilometer och den befinner sig 105 meter över havet.